# 袁芳烈
袁芳烈（1929年11月—2009年1月29日），男，山东沂南人，中华人民共和国政治人物，中国共产党党员。

## 生平
1946年6月，加入中国共产党。1946年，任粮库出纳员，武征队队员，粮库助理会计、总保管员，粮食局供调股股员。1950年，任区粮库主任，副区长，区委副书记、书记。
1954年，任中共常山县委财贸部副部长、县委副书记，中共衢县县委书记。
1969年，任中共衢县县委书记、衢县革委会主任。
1975年，任中共金华地委副书记。
1977年5月，任中共浙江省委常委。1977年12月至1983年4月，任中共浙江省委常委、浙江省革委会副主任、浙江省人民政府副省长兼省农业委员会主任。
1981年11月至1986年1月，任中共浙江省委常委、中共温州市委第一书记、书记。任内处理温州被打压的民营企业资本，并完成温州地市合并，解决社会治安、召开专业户、平反八大王案；因任内业绩，他也被称为温州模式前驱。1986年1月至1988年3月，任中共浙江省委常委、省委政法委书记。1988年3月至1989年3月，任中共浙江省委政法协调小组、政法领导小组组长。1988年12月，任中共浙江省委常委。
1988年2月至1993年1月，任浙江省高级人民法院院长。
1993年，任政协第八届全国委员会委员，中共第十二届中央候补委员。1999年3月离职。
2009年1月29日17时47分，因病医治无效，在杭州逝世，享年80岁。